# Ричардс, Делеон
ДеЛео́н Ри́чардс (англ. DeLeon Richards; 18 сентября 1976, Чикаго, Иллинойс, США) — американская певица.

## Биография
ДеЛеон Ричардс родилась 18 сентября 1976 года в Чикаго (штат Иллинойс, США).
ДеЛеон начала свою музыкальную карьеру в 5-летнем возрасте в 1981 году. В 1985 году 8-летняя Ричардс стала самым юным артистом, когда-либо номинировавшимся на главную музыкальную премию мира «Грэмми», побив 14-летний рекорд Майкла Джексона, которому было 12 лет на момент его рекорда в 1971 году. В 1984—2008 года она выпустила 7 музыкальных альбомов: 
- DeLeon (Myrrh, 1984)
- Don't Follow The Crowd (Rejoice, 1987)
- We Need To Hear From You (Word, 1989)
- New Direction (Word, 1992)
- My Life (Intersound, 1996)
- Straight From The Heart (Tommy Boy Gospel, 2001)
- Here In Me (DeMari/Arrow, 2008).

С 5 февраля 2000 года ДеЛеон замужем за бейсболистом Гэри Шеффилдом (род.1968). У супругов есть три сына: Джейден Амир Шеффилд (род.05.09.2002), Ноа Шеффилд (род. в июне 2006) и Кристиан Эмари Шеффилд (род.19.01.2008).